# Club d'aviron Santander
Maillots
Le Club d'aviron Santander est un club sportif cantabre qui a disputé des régates dans toutes les catégories et disciplines de banc fixe, en batels, trainerillas et trainières depuis sa fondation en 1971.

## Histoire
Fondé durant l'année 1971, il a surpris à cette époque dont le favori était la trainière d'Astillero. Cette année-là, il a participé à la première édition du Drapeau Marina de Cudeyo où il se classe troisième après Astillero et Pedreña.
1972 sera une grande saison durant laquelle il gagne le Championnat de Cantabrie de trainières qui lui donne l'occasion de prendre part au Drapeau de La Concha. Il est en outre proclamé vice-champion de la Coupe S.E. le Généralissime cette même année, le patron Alonso recevant une coupe et 30000 pesetas. Il se classera aussi cinquième dans le Championnat d'Espagne. Il participe également au Drapeau de Santander, se classe second dans le Drapeau Marina de Cudeyo et quatrième dans la régate du Nervion,.
La saison suivante (1973), il se classe troisième dans une régate qui se déroule à Santoña classificatrice pour les Jeux cantabriques, de nouveau derrière Astillero. Il se classe second dans le Drapeau de Santander et le Trophée Prince d'Espagne (derrière Lasarte). Dans le Championnat d'Espagne, il sera le sixième qualifié. Il participe au Drapeau Marina de Cudeyo, dans lequel il se classe comme lors de la première édition du Drapeau Ciudad de Castro Urdiales, troisième après Hondarribia et Pedreña, après Orio et Getaria. Il se classe encore troisième lors de la régate Noces d'or de Kaiku après Orio et Lasarte, et second dans le Trophée Finanzauto, après Astillero, à seulement 4 secondes. Il dispute à nouveau les régates du Nervion et se classera cinquième.
En 1974, il se qualifie une autre fois pour le Championnat d'Espagne, mais n'a pas pu entrer dans la manche d'honneur. L'année suivante, il participe au Drapeau Marina de Cudeyo, et se classe de nouveau troisième après Kaiku et Castro Urdiales. Dans la première régate de la seconde édition du Drapeau Ciudad de Castro Urdiales, la trainière a heurté celle de Castro-Urdiales dans la seconde ciaboga, et sera de ce fait la dernière classée. Dans la seconde journée, le bateau ne s'est pas présenté au départ. Dans le Drapeau de Santander s'est classé après Lasarte, Castro-Urdiales et Astillero, avec un temps global des deux journées de 40 min 36 s. Dans les épreuves de classification pour le Drapeau de La Concha, le club n'a pu être que dixième avec un temps de 22 min 45 s, à plus d'une minute du vainqueur, Orio. En 1975, il est second dans le Trophée Portus Amanus dans les eaux de Castro-Urdiales derrière la trainière locale. Son président a été F. Bolado et une des personnes des plus importantes pour le club, Pilín Portales.
Pendant les années 90, le Club d'Aviron Ciudad de Santander a commencé à utiliser une autre fois cette dénomination pour pouvoir aller aux compétitions officielles avec deux bateaux, un avec le nom de C.R. Ciudad de Santander vêtus en blanc et bleu et les autres avec le nom de C.R. Santander et vêtus de blanc et rouge. Ils ont ainsi participé à la fin des 90 et débuts 2000 aux championnats régionaux de Cantabrie.
En 2011, l'équipe est retournée à l'activité en concourant dans la ligue de batels et le Championnat de Cantabrie de cette spécialité.

## Palmarès
- 1 Championnat de Cantabrie de trainières: 1972.
- 1 vice-champion de la Coupe de S.E. le Généralissime[20] : 1972.

### Sources et bibliographie
- (es) Cet article est partiellement ou en totalité issu de l’article de Wikipédia en espagnol intitulé « Club de Remo Santander » (voir la liste des auteurs).
- Linares Argüelles, Mariano; Pindado Uslé, Jesús; Aedo Pérez, Carlos. Gran enciclopedia de Cantabria. Edition Cantabria. 1985.  (ISBN 84-86420-00-8) (Œuvre complète)  (ISBN 84-86420-02-4) (Tome VIII).
- (es) El mundo del remo y de las regatas de traineras, 1997, Édition Lizardi Multimedia, consulté le : 6 aout 2010.